# Marry You
"Marry You" é uma canção do cantor norte-americano Bruno Mars para o seu álbum de estreia Doo-Wops & Hooligans, esta que embora não tenha sido lançada como single antes, chegou a entrar em algumas paradas como a Euro 200 e alcançou o top 10 da Austrália. A música foi interpretada várias vezes durante sua 1° Turnê The Doo-Wops & Hooligans Tour.

## Lançamento
No dia 9 de novembro, Bruno Mars disponibilizou a canção na internet por meio do Facebook. Pouco tempo depois a música foi lançada oficialmente na loja digital iTunes Store e pela Amazon. Na primeira semana de agosto de 2011 o site Digital Spy confirmou que Marry You seria o quarto single do álbum, porém a canção nunca foi lançado como single.

## Performances ao vivo
Bruno Mars performou Marry You no MTV EMA'S 2011, premiação européia da MTV.

## Faixas
| Download digital |                |                |         |  |
| N.º              | Título         | Compositor(es) | Duração |  |
| 1.               | "Marry You"    | Bruno Mars     | 3:45    |  |
| Duração total:   | Duração total: | Duração total: | 3:45    |  |

## Covers
A música ganhou um cover, na versão do seriado Glee.

## Desempenho nas paradas musicais
| Paradas (2010/2011)                       | Melhor posição |
| ----------------------------------------- | -------------- |
| Austrália - Australian Singles Chart      | 8              |
| Austrália - Australian Urban Chart        | 3              |
| Canadá - Canadian Hot 100                 | 36             |
| Estados Unidos - Billboard Hot 100        | 85             |
| Irlanda - Irish Singles Chart             | 28             |
| Nova Zelândia - New Zealand Singles Chart | 15             |
| Reino Unido - UK Singles Chart            | 66             |
| Reino Unido - UK R&B Chart                | 27             |
| Eslováquia - Slovak Airplay Chart         | 1              |